# ウチコマ (バラエティ番組)
『ウチコマ』は、DMM TVで配信されているマンガ総合バラエティ番組。2022年12月8日22時に配信が開始された。

## 概要
芸能界でも漫画好きとして知られる女優の内田理央と生駒里奈がMCを務めるマンガトークバラエティ。毎週ゲストを招き、おすすめ漫画作品や人生を左右した思い出の漫画のひとコマなどを掘り上げる。MCの両者は第1回でほぼ初対面だったが、「だーちゃん」「生駒ちゃん」と呼ぶことに決め、以後も踏襲。内田は漫画の量を読むタイプで、生駒は「狭く深く」タイプであるとインタビューで答えている。

## 出演者
- 内田理央
- 生駒里奈